# Burgwallinsel (Teterower See)
Die Burgwallinsel ist eine langgestreckte Insel im Teterower See.

## Die Burgwallinsel zur Slawenzeit
Das besondere an ihr ist, dass es hier in der Slawenzeit eine dichte Besiedlung gab. Auf der Insel befand sich eine größere Wehranlage, heute noch an den Wällen deutlich zu erkennen. Nach archäologischen Untersuchungen in den fünfziger Jahren des 20. Jahrhunderts konnte man eindeutig einen Stammesmittelpunkt der Zirzipanen hier erkennen. Die Anlage besteht aus einer kleineren Hauptburg, welche nur von einer Seite durch eine Vorburg geschützt ist. Die ungesicherten Seiten der Hauptburg werden aber auf natürliche Weise durch Wasser geschützt. Die gesamte Inselfläche wird von der Slawenburg aber nur sehr gering in Anspruch genommen. Sie befindet sich am nördlichen Ende der Insel.

### Die Brücke
Am anderen Ende der Insel befand sich die Verbindungsbrücke zum Festland. Nach Untersuchungen muss sie ungefähr 750 Meter lang gewesen sein. Damit gehört sie zu den längsten bekannten Brücken aus der Slawenzeit. Sie zu bauen muss eine gewisse Zeit in Anspruch genommen haben und stellt eine Meisterleistung im Brückenbau dar.

### Der Burgwall

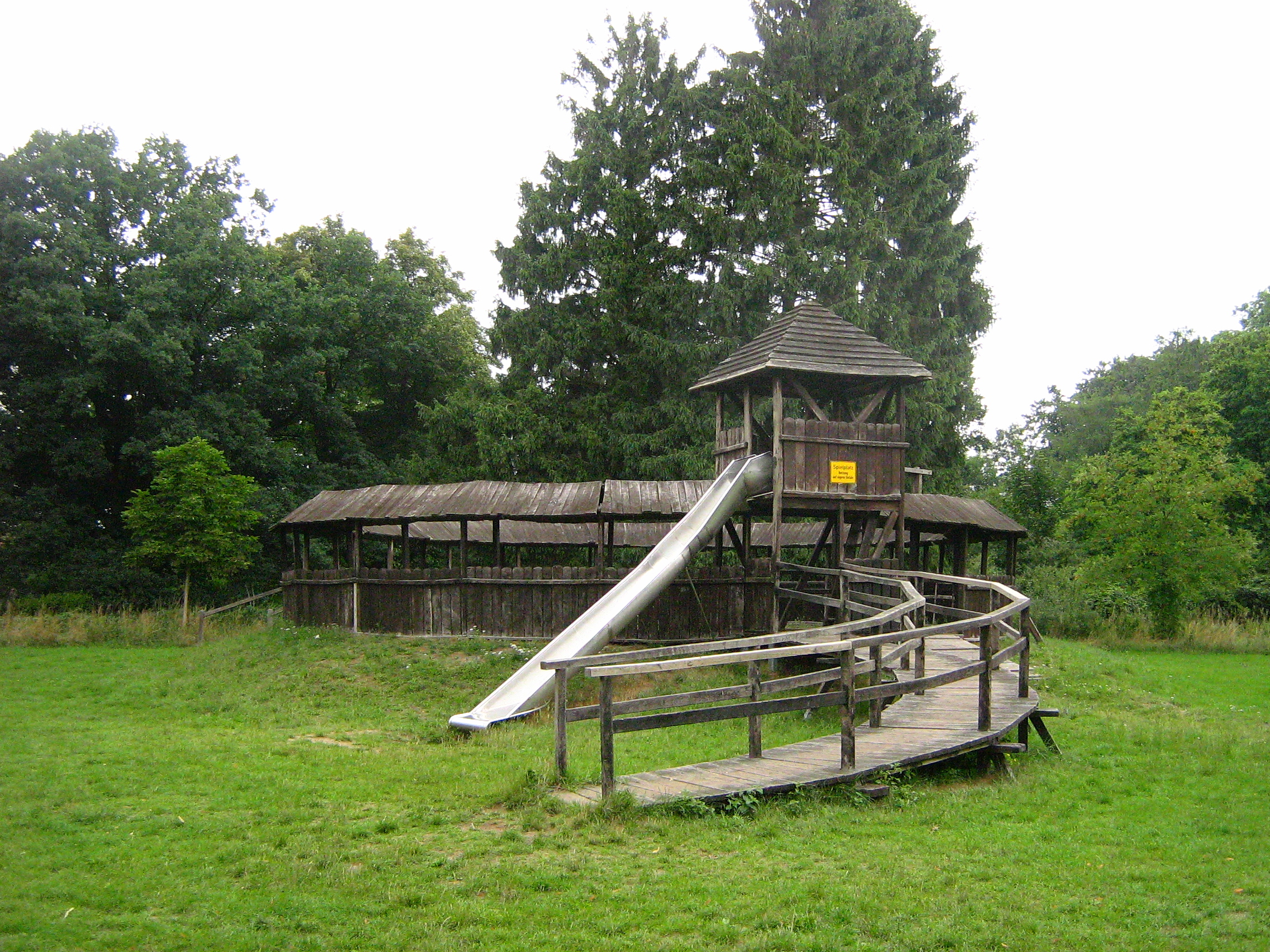
Heutiger Spielplatz im Bereich der Vorburg der slawischen Burganlage

Im Vorgelände der Burg gab es sicherlich auch noch einzelne Häuser, vielleicht hielt man hier das Vieh und die Pferde. Ob es in der Anlage eine Kulthalle gab, konnte weder nachgewiesen noch widerlegt werden. Aber man kann davon ausgehen, dass alle größeren slawischen Burgen Kultplätze hatten, in denen man die heidnischen Götter verehrte. Man konnte auch einen eigenen Keramikstil in der Anlage antreffen. Zwischen der Vor und der Hauptburg gab es sicherlich auch eine Verbindung. Eindeutig konnte jedoch ein Tor in der Hauptburg nachgewiesen werden, welches zur Seeseite zeigte und nur mit Booten zu erreichen war. Die Innenfläche der verhältnismäßig kleinen Hauptburg beträgt 0,6 ha. Der Wall ist heute sehr gut erhalten und nahezu 6 Meter hoch. Zur Slawenzeit muss die Anlage einen großen Eindruck gemacht haben.
Zu der Zeit war der Wall alleine 9 bis 10 Meter hoch. Außerdem befand sich auf der Wallkrone eine eichene Palisadenmauer von nochmal 4 bis 5 Meter Höhe. Die Gesamthöhe betrug demnach ungefähr 13 bis 15 Meter. Im Inneren der Hauptburg lebte sicher der Stammesfürst mit der Stammesbesatzung. In der Vorburg arbeiteten die Handwerker, manchmal hielten sie auch Märkte direkt auf der Insel ab. In der Anlage, die seit dem 8. Jahrhundert bestand, kann man sicherlich auch die Funktion einer altslawischen Fluchtburg sehen. Rings um dem See verteilt lagen sicherlich viele kleine slawische Dörfer. 
Die Anlage bestand bis zum Ende der Slawenzeit in Mecklenburg-Vorpommern.

## Die Burgwallinsel heute

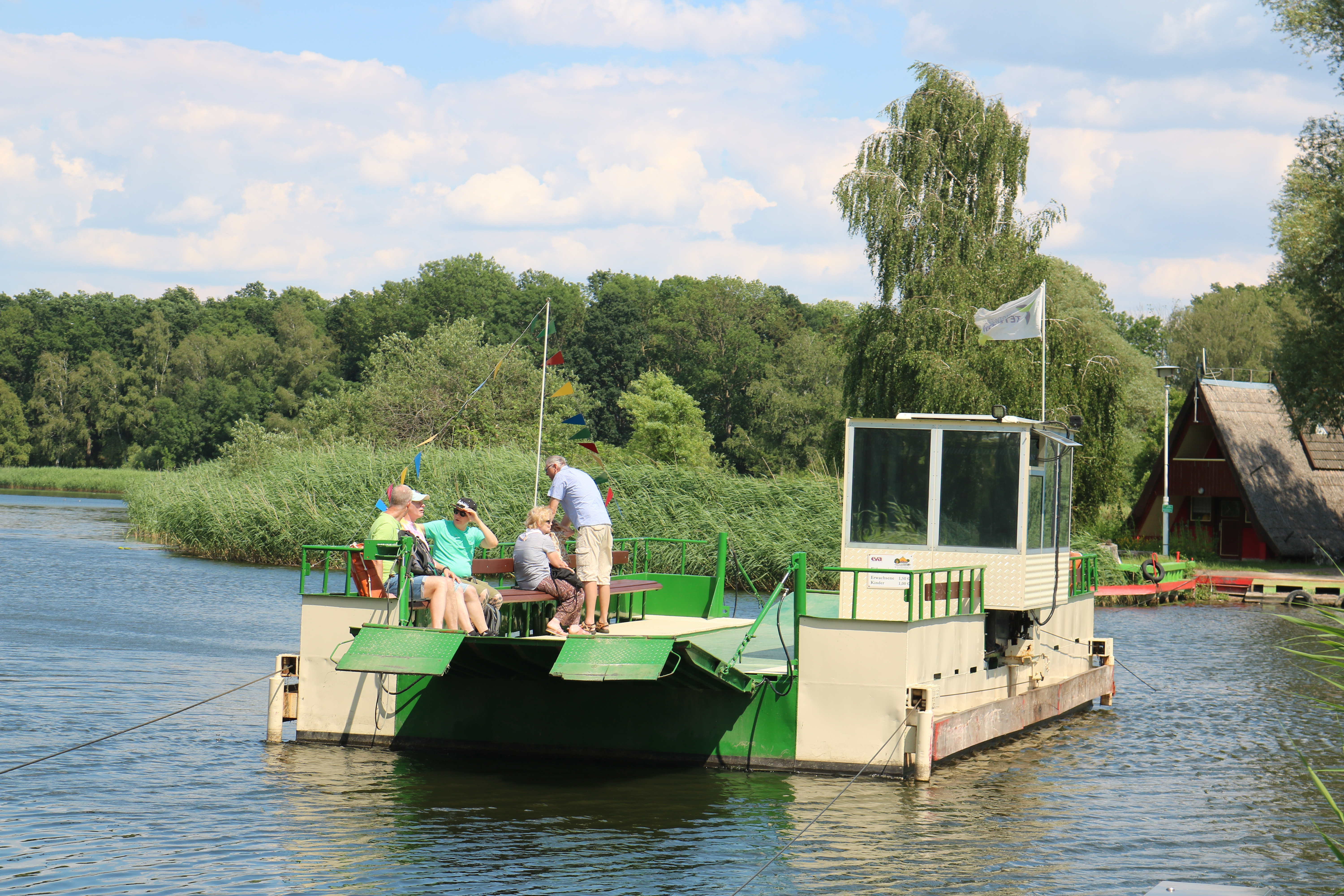
Seilfähre

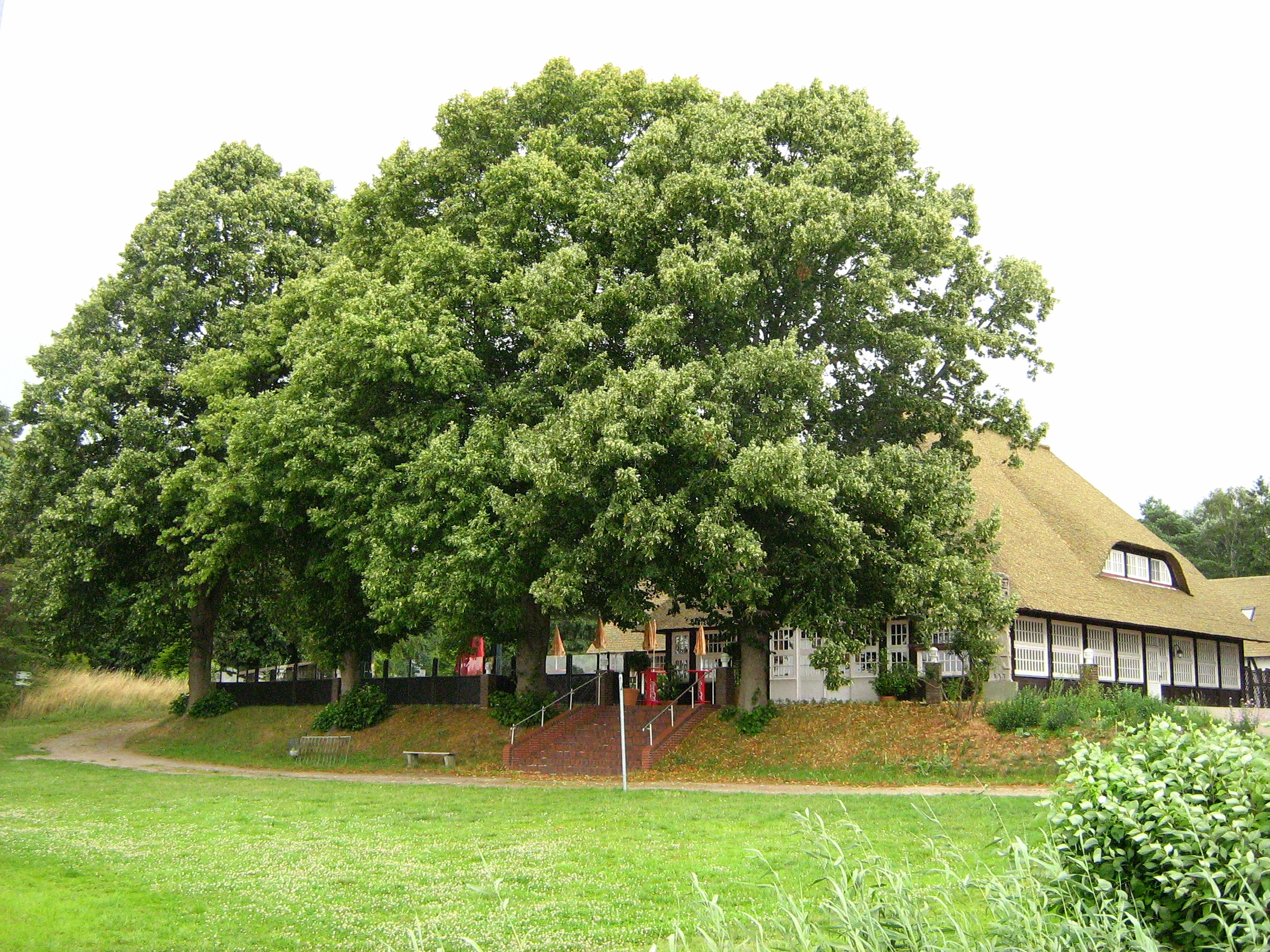
Ausflugslokal Wendenkrug

Heute ist die Burgwallinsel über eine Seilfähre am Südende der Insel, sowie mit der Barkasse Regulus zu erreichen. Anziehungspunkt auf der Burgwallinsel sind die Überreste des Walles, die Naturbeobachtungsstandpunkte, sowie die Gaststätte Wendenkrug.